# Estação Aviación Española

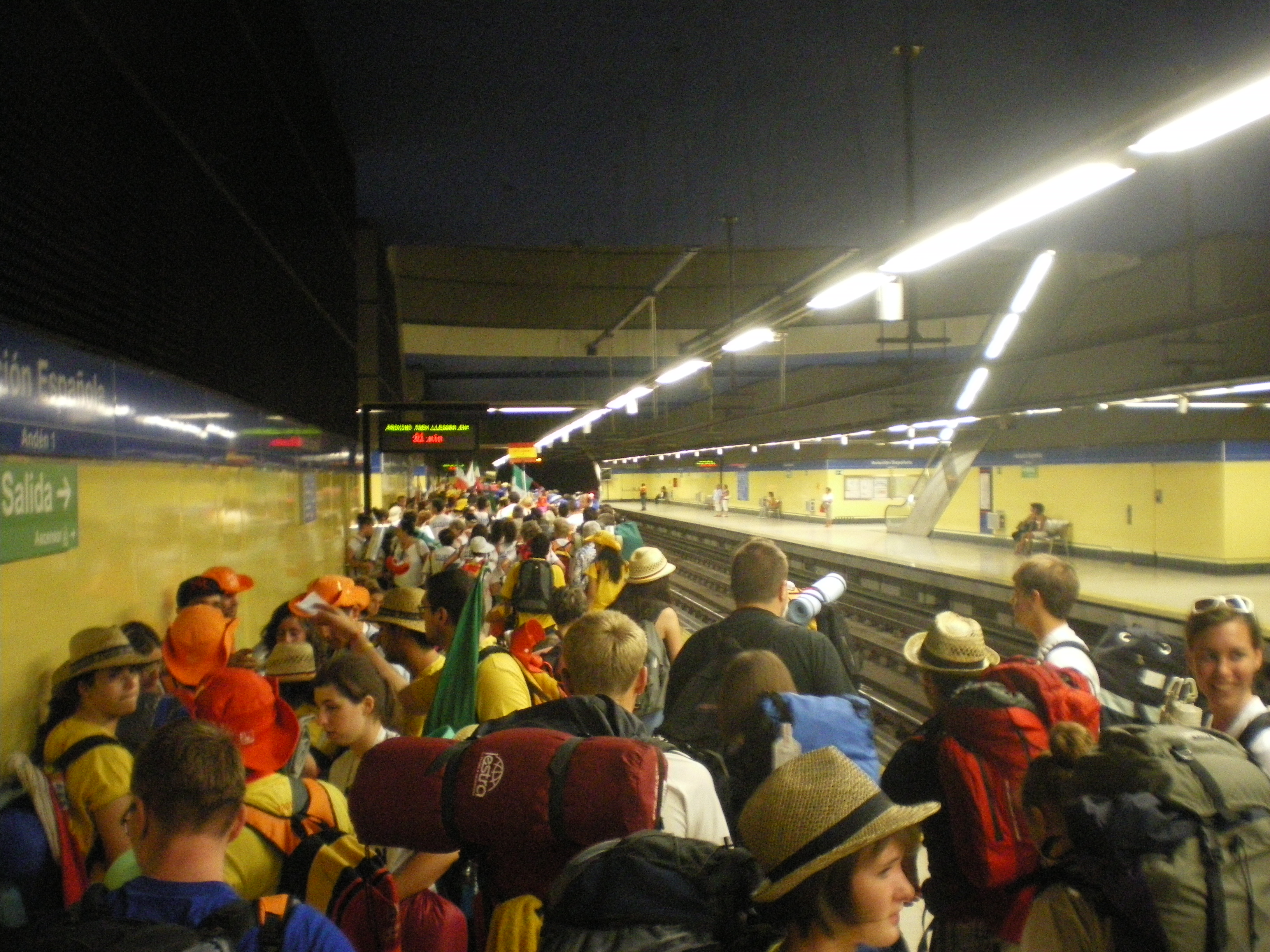
Estação Aviación Española (2011).

Aviación Española é uma estação da Linha 10 do Metro de Madrid. A estação foi inaugurada em 22 de dezembro de 2006. 